# Иван Бабушкин (фильм)
«Иван Бабушкин» — советский четырёхсерийный художественный фильм режиссёра Георгия Кузнецова по мотивам повести Александра Борщаговского «Сечень», о жизни и деятельности профессионального революционера, большевика Ивана Васильевича Бабушкина.

## Сюжет
Фильм рассказывает о революционной деятельности Ивана Бабушкина, его работе в качестве корреспондента революционной газеты «Искра», ссылке в Верхоянск, участии в революции 1905 года, когда Бабушкин был членом Иркутского и Читинского комитетов РСДРП, работе в социал-демократической газете «Забайкальский рабочий», руководстве Читинским вооружённым восстанием и гибели…

Картина — не приключенческая лента. Хотя сюжетная канва, подсказанная биографией Бабушкина, содержит, конечно, эпизоды, раскрывающие отвагу, решительность героя в столкновениях с царской охранкой. Но прежде всего это рассказ о профессиональном революционере.— журнал "Телевидение и радиовещание", 1984

## В ролях
- Алексей Жарков — Иван Васильевич Бабушкин, профессиональный революционер
- Анна Каменкова — Маша, ссыльная террористка
- Вацлав Дворжецкий — Пётр Михайлович, ссыльный
- Екатерина Васильева — Катерина
- Елена Мельникова — Прасковья, жена Бабушкина
- Юрий Гребенщиков — Басовский
- Юрий Катин-Ярцев — ссыльный почтмейстер Эверестов
- Игорь Кашинцев — якутский губернатор
- Аристарх Ливанов — прокурор
- Владимир Головин — подполковник Коршунов
- Юрий Назаров — Абросимов, подпольщик
- Григорий Лямпе — Мандельберг, член комитета РСДРП
- Игорь Дмитриев — Гондатти
- Олег Корчиков — Воинов
- Эрнст Романов — Курнатовский
- Геннадий Воропаев — Витте

## Критика
Актриса Анна Каменкова называла роль в этом фильме одной из двух любимых своих ролей, наряду с ролью в телеспектакле «Поздняя любовь» по Островскому; при этом критика отмечала сложность этой роли — так журнал «Телевидение и радиовещание» (1985) писал:

В телефильме «Иван Бабушкин» актриса предстанет в неожиданном качестве. Маша — эсерка, террористка, идейный противник Бабушкина. Как легко заклеймить её историческую слепоту, как трудно и важно понять, сделать живым такой характер, показать духовную трагедию страдающего, ищущего, полного энергии борьбы человека, искренне убеждённого в своей правоте.